# 福爾里弗縣 (南達科他州)
福爾里弗縣（英語：Fall River County）是美國南達科他州西南角的一個縣，西鄰懷俄明州，南鄰內布拉斯加州。面積4,530平方公里。根据美國2000年人口普查，共有人口7,453人。縣治溫泉市 （Hot Springs）也是香農縣的行政中心 （該縣並無縣治）。
縣政府成立於1883年3月6日，曾名福賽斯縣 （Forsythe County）。縣名來自當地主要河流。